# (216258) 2006 WH1
2006 WH1 je asteroid koji spada u grupu potencijalno opasnih za zemlju, kojeg su u studenom 2006. otkrili Stefan i Aleksandar Cikota, u suradnji s Njemačkim mentorom (Reiner M. Stoss) i Španjolskim (J. L. Ortiz, N. F. Morales) astronomima amaterima s Observatorio Astronomico de La Sagra (Granada), u Andaluziji (južna Španjolska).

## Vanjske poveznice
- http://cfa-www.harvard.edu/mpec/K06/K06W28.html
- http://forum.sci.hr/viewtopic.php?t=448  Arhivirana inačica izvorne stranice od 27. lipnja 2007. (Wayback Machine)
- NEODyS: 2006WH1